# Ruislip
Pour les articles homonymes, voir Ruislip (homonymie).
Ruislip (prononcé en anglais : /ˈraɪslɪp/) est une banlieue du Grand Londres relevant administrativement du borough de Hillingdon. Elle a longtemps été une paroisse rurale du comté de Middlesex, à plusieurs kilomètres au nord-ouest de la capitale. Au début du XXe siècle, l'extension du Metropolitan Railway entraîne une croissance importante de sa population. Ruislip est rattaché au Grand Londres en 1965.